# Sveinn Sölvason
Sveinn Sölvason, född 6 september 1722, död 6 augusti 1782, var en isländsk jurist. 
Efter att ha blivit student vistades Sveinn 1740–1742 vid Köpenhamns universitet. År 1746 blev han lagman över Islands nordvästra del, en post som han innehade till sin död. Sveinn var en av Islands första vetenskapliga jurister. Förutom några mindre avhandlingar skrev han Tyro Juris, en framställning av den gällande rätten på Island (utgiven i Köpenhamn 1754 och 1799), samt det isländska Jus criminale (på danska; Köpenhamn 1776). Som jurist var han mycket ansedd och  hans skrifter hade betydelse för sin tid. Han framträdde även som diktare, bland annat som rímadiktare.